# Pseudothyridium punctatissimum
Pseudothyridium punctatissimum är en skalbaggsart som beskrevs av Waterhouse 1881. Pseudothyridium punctatissimum ingår i släktet Pseudothyridium och familjen Rutelidae. Inga underarter finns listade i Catalogue of Life.